# LIBRIS
LIBRIS (Library Information System) je švédský knihovnický katalog spravovaný Národní švédskou knihovnou v Stockholmu. Umožňuje bezplatně vyhledávat ve více než 6.5 milionech knižních titulů.
Každá publikace kromě bibliografického záznamu obsahuje autoritní data o osobách. Záznam každé osoby obsahuje jméno, datum narození, povolání spolu s jedinečným identifikátorem.